# Isla Janus
La isla Janus o Jano, es un isla rocosa de la Antártida ubicada a 64°47′S 64°06′O / -64.783, -64.100. Mide 0,32 km de largo y se halla a 0,8 km al sur de la isla Litchfield, en la costa sudoeste de la isla Anvers en el archipiélago Palmer. Es la más meridional de las islas del lado oeste de la boca de Puerto Arthur. 

## Toponimia
Fue llamada así por el Comité de Topónimos de Antárticos del Reino Unido (UK-APC) después de la supervisión del Comisionado de las Dependencias de Islas Malvinas (FIDS) en 1955. El nombre de isla Jano fue en honor a la antigua deidad latina Jano quien era el guarda de las puertas, surgió debido a la posición de la isla en la entrada del puerto Arthur.

## Reclamaciones territoriales
Argentina incluye a la isla en el departamento Antártida Argentina dentro de la provincia de Tierra del Fuego, Antártida e Islas del Atlántico Sur; para Chile forma parte de la comuna Antártica de la provincia Antártica Chilena dentro de la Región de Magallanes y de la Antártica Chilena; y para el Reino Unido integra el Territorio Antártico Británico. Las tres reclamaciones están sujetas a los términos del Tratado Antártico.
Nomenclatura de los países reclamantes: 
- Argentina: ?
- Chile: ?
- Reino Unido: Janus Island